# Кара-Хулагу
Кара-Хулагу или Кара-Хулегу (око 1221 — 1252) је био син Мутугена, најстаријег сина Чагатаја и унук Џингис-кана. Био је чагатајски кан у два наврата (1242—1246/7) и (1252).

## Порекло и прва владавина
Његов отац Мутуген, најстарији син Чагатаја и најдражи унук Џингис-кана, погинуо је 1221. године у бици у долини Бамијан. Када је Чагатај умро, 1242. године, Кара-Хулагу је завладао његовим канатом, који је обухватао средњу Азију, укључујући и Туркестан. Пошто је био млад, канатом је управљала Чагатајева удовица Ебускун. Од самог почетка његове владавине канат је морао да се бори за свој опстанак, пошто је после смрти Великог Кана Огатаја наступила крвава борба за власт у читавом Монголском царству.

### Чудесни стуб у Цркви Светог Јована у Самарканду
Марко Поло нам доноси причу о чуду које се догодило током Кара-Хулагуове владавине. Наиме, Чагатај је примио хришћанство и хришћани су током његове владавине подигли велелепну цркву Светог Јована Крститеља у Самарканду. Црква је била подигнута тако да сва тежина крова кружног облика почива на једном стубу у средини, испод којег је, у основи, постављен четвртаст камен који је, уз каново допуштење узет из џамије, пошто се муслимани нису ни усудили да их спрече. Пошто је Кара-Хулагу није показао расположење да се преобрати у хришћанство, па су муслимани имали довољно утицаја да код њега испослују заповест да им њихови супарници врате камен који су присвојили; и премда су ови други понудили да им плате надокнаду у новцу, муслимани нису хтели ни да чују за то, зато што су се надали да ће се црква уклањањем камена обрушити.
У тој тешкој ситуацији, несрећни хришћани нису имали никакав други излаз осим да се сузама и понизношћу да се препоруче заштити храма. Кад је дошао дан да се камен врати, испоставило се да је залагањем свеца, стуб сам од себе, од основе до врха, подигао за три палца, како би олакшао уклањање камена. Марко Поло при проласку кроз Чагатајски канат наводи да овај стуб још увек стоји у истом положају.

## Збацање с власти, друга владавина и смрт
Године 1246. за Великог Кана је изабран Огатајев син Гујук-кан. Не губећи време нови Велики Кан је одузео власт Ебускун, именовавши за новог чагатајског кана Кара-Хулагуовог стрица Јесу-Монгкеа. Кара-Хулагу касније учествује у избору Монгке-кана за Великог Кана, 1. јула 1251. године. Монгке му се одужио тако што га је вратио на место чагатајског кана, наредивши погубљење Јесу-Монгкеа. Међутим, нови Велики Кан је чисткама искоренио подршку Чагатајевим потомцима, сломивши њихов утицај. Кара-Хулагу није преузео власт у Чагатајском канату, умро је на путу, близу Алтаја, 1252. године.

## Породично стабло
|  |                            |  |  |  |  |  |  |  |  |  |  |  |  |  |  |  |
|  | 16. Јесугеј                |  |  |  |  |  |  |  |  |  |  |  |  |  |  |  |
|  |                            |  |  |  |  |  |  |  |  |  |  |  |  |  |  |  |
|  |                            |  |  |  |  |  |  |  |  |  |  |  |  |  |  |  |
|  | 8. Џингис-кан, Велики Кан  |  |  |  |  |  |  |  |  |  |  |  |  |  |  |  |
|  |                            |  |  |  |  |  |  |  |  |  |  |  |  |  |  |  |
|  |                            |  |  |  |  |  |  |  |  |  |  |  |  |  |  |  |
|  | 17. Хоелун                 |  |  |  |  |  |  |  |  |  |  |  |  |  |  |  |
|  |                            |  |  |  |  |  |  |  |  |  |  |  |  |  |  |  |
|  |                            |  |  |  |  |  |  |  |  |  |  |  |  |  |  |  |
|  | 4. Чагатај, чагатајски кан |  |  |  |  |  |  |  |  |  |  |  |  |  |  |  |
|  |                            |  |  |  |  |  |  |  |  |  |  |  |  |  |  |  |
|  |                            |  |  |  |  |  |  |  |  |  |  |  |  |  |  |  |
|  | 9. Борте                   |  |  |  |  |  |  |  |  |  |  |  |  |  |  |  |
|  |                            |  |  |  |  |  |  |  |  |  |  |  |  |  |  |  |
|  |                            |  |  |  |  |  |  |  |  |  |  |  |  |  |  |  |
|  | 2. Мутуген                 |  |  |  |  |  |  |  |  |  |  |  |  |  |  |  |
|  |                            |  |  |  |  |  |  |  |  |  |  |  |  |  |  |  |
|  |                            |  |  |  |  |  |  |  |  |  |  |  |  |  |  |  |
|  | 1. Кара-Хулагу             |  |  |  |  |  |  |  |  |  |  |  |  |  |  |  |
|  |                            |  |  |  |  |  |  |  |  |  |  |  |  |  |  |  |
|  |                            |  |  |  |  |  |  |  |  |  |  |  |  |  |  |  |
|  | 3. Ебускун                 |  |  |  |  |  |  |  |  |  |  |  |  |  |  |  |
|  |                            |  |  |  |  |  |  |  |  |  |  |  |  |  |  |  |
|  |                            |  |  |  |  |  |  |  |  |  |  |  |  |  |  |  |